# Giả Nguyên Xuân
Giả Nguyên Xuân (tiếng Trung: 賈元春; bính âm: Jia Yuanchun) là nhân vật hư cấu trong tiểu thuyết Hồng Lâu Mộng, tác giả Tào Tuyết Cần. Nàng là con gái Giả Chính và Vương phu nhân, chị cả hơn Bảo Ngọc gần 10 tuổi, vì sinh vào đúng ngày mồng 1 tháng Giêng nên được đặt tên là Nguyên Xuân và cũng là cô cả trong Giả phủ tứ xuân. Nàng cũng là chị gái của Giả Thám Xuân, em chồng của Lý Hoàn, chị họ của Vương Hy Phượng, Lâm Đại Ngọc, Tiết Bảo Thoa, Giả Nghênh Xuân, Giả Tích Xuân. Thuở nhỏ, Nguyên Xuân thường dạy Bảo Ngọc đọc sách viết chữ, sau này đến tuổi được tuyển vào cung làm Nữ sử, sau vài năm được phong Hiển Đức phi, coi giữ cung Phượng Tảo. Nơi nàng ở hoa lựu khắp nơi đỏ rực cảnh sắc như xuân, vì thế Nguyên Xuân được ví như hoa lựu.
Trong tác phẩm, Nguyên Xuân được vua ban ơn cho về thăm nhà một lần (hồi 17-18). Việc này khiến phủ Vinh Quốc xây dựng Đại Quan viên vô cùng tráng lệ, đẹp đẽ với đủ đình đài điện các trong nhiều tháng trời để Nương nương tỉnh thân vào ngày tết Nguyên tiêu. Về sau, Nguyên Xuân cho chỉ dụ về nhà, để Bảo Ngọc và đám nữ nhi trong phủ chia nhau đến ở các nơi trong Đại Quan Viên.
Cuối tác phẩm, hồi 95 Tin đồn không sai, Nguyên phi đã mất; Giả thực lẫn lộn, Bảo Ngọc hoá ngây, Nguyên Xuân qua đời, thọ 42 tuổi, Thụy hiệu là Hiền thục Quý phi, khởi đầu chuỗi ngày suy sụp của nhà họ Giả.

## Số phận

### Chính sách đề vịnh chi nhị
| 正冊題詠之二 二十年來辨是非， 榴花開處照宮闈； 三春爭及初春景， 虎兔相逢大夢歸。 | Chính sách đề vịnh chi nhị Nhị thập niên lai biện thị phi, Lựu hoa khai xứ chiếu cung vi; Tam xuân tranh cập sơ xuân cảnh, Hổ thố tương phùng đại mộng quy | Đề cuốn sách chính bài 2 (Dịch: nhóm Vũ Bội Hoàng) Sau tuổi hai mươi đã trải đời, Kìa hoa lựu nở cửa cung soi. Ba xuân nào được bằng xuân mới, Thỏ gặp hùm kia giấc mộng xuôi |

### Hồng lâu mộng khúc
| 恨無常 喜榮華正好，恨無常又到。 眼睜睜，把萬事全拋。 蕩悠悠，芳魂銷耗， 望家鄉，路遠山高。 故向爹娘夢裏相尋告： 兒命已入黃泉， 天倫呵，須要退步抽身早！ | Hận vô thường Hỉ vinh hoa chính hảo, hận vô thường hựu đáo. Nhãn tĩnh tĩnh, bả vạn sự toàn phao. Đãng du du, phương hồn tiêu mao, Vọng gia hương, lộ viễn sơn cao. Cố hướng đa nương mộng lý tương tầm cáo: Nhi mệnh dĩ nhập hoàng tuyền, Thiên luân a, tu yếu thoái bộ trừu thân tảo! | Bực tức cuộc thay đổi (Dịch: nhóm Vũ Bội Hoàng) Đương vui chợt đã buồn ngay, Chợt nhìn mọi việc thôi rày bỏ qua Hồn thơm dằng dặc bay xa Non cao trời rộng đây là quê hương Tìm nơi báo mộng gia nương Suối vàng con đã lỡ đương thần hôn Mau mau lùi bước là hơn |

### Câu đố cái pháo
Yêu ma hồn vía còn chăng
Thân như lụa cuốn hơi bằng sấm ran
Ai nghe thấy cũng hết hồn
Ngoảnh đầu nhìn lại tro tàn khói bay.
(hồi 22 - Nghe câu hát, Bảo Ngọc hiểu đạo thiền; Đánh đố thơ, Giả Chính lo lời sấm)

## Trên màn ảnh
- Thành Mai thủ vai Giả Nguyên Xuân trong Hồng Lâu Mộng (phim truyền hình 1987), đạo diễn Vương Phù Lâm